# Trema

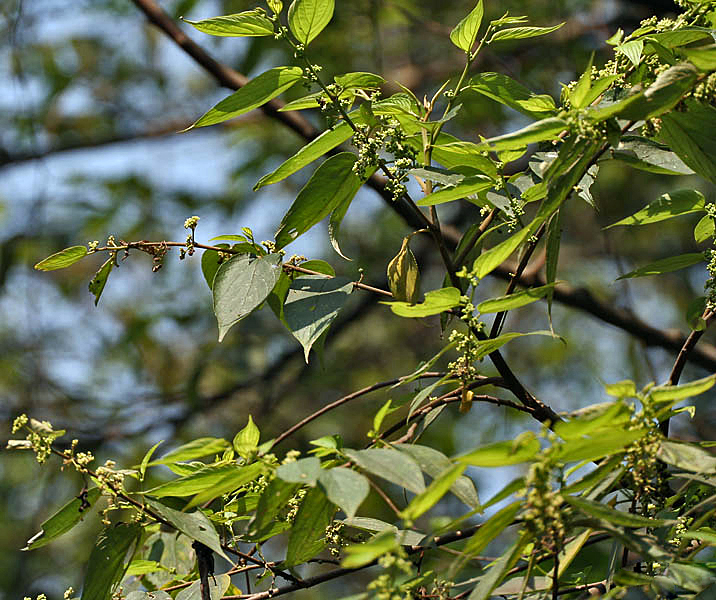
Ramas

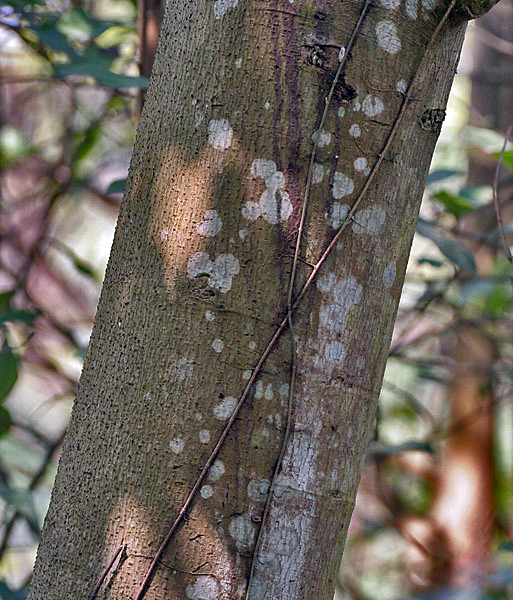
Corteza

Trema Lour. 1790 es un género con 15 especies de plantas de la familia Cannabaceae. 

## Hábitat
Son nativos las regiones tropicales y subtropicales de Asia, Australasia, África, Sudamérica y Centroamérica. Anteriormente se encontraba incluido en la familia Ulmaceae o con Celtis en Celtidacxeae, el sistema APG II lo emplaza en Cannabaceae.

## Descripción
Árbol perennifolio, de 5 a 13 m (hasta 30 m) de altura con un diámetro a la altura del pecho de 6 a 20 cm (hasta 70 cm). Hojas: Hojas estipuladas, simples, alternas; pecíolo largo de 5 a 8 cm de largo; lámina de 5 a 12 cm de largo por 2 a 4 de ancho; lámina oblongo-ovado; margen crenado-serrado; haz rasposo; envés con nervación marcada. Tronco cilíndrico, recto, con cicatrices de las ramas ligeramente protuberantes, semiesféricas y dispuestas en espiral. Los árboles se reconocen por sus ramas que crecen con una orientación típicamente horizontal o ligeramente colgantes. Corteza. De color gris a café-grisácea, relativamente lisa y con abundantes lenticelas. Los individuos maduros tienen una corteza ligeramente fisurada.
Las flores son actinomorfas y se producen en inflorescencias axilares; cimas masculinas de hasta 3 cm de largo, pubescentes; flores masculinas sésiles o con pedicelos muy cortos, de 5 mm de diámetro; perianto de 5 segmentos libres, verdes, cimas femeninas de 0.5 a 1 cm de largo, pubescentes; flores femeninas de 3 mm de largo, sobre pedicelos de 1 a 2 mm y poseen una fuerte constricción inmediatamente por debajo del cáliz.
Los frutos son drupas carnosas, elipsoides o esféricas, de 1.5 a 3 mm de diámetro, de color verde al principio y rojo a anaranjado brillantes en la madurez, glabras, con los sépalos persistentes, con un hueso que contiene una sola semilla.
Semilla(s). Las semillas son negras, pequeñas (3 mg). Endocarpio de 1.5 a 2 mm de largo y 1.2 a 1.4 mm de ancho, gris pálido o blanco grisáceo, sin endospermo.
Planta monóica, polígama, polígamodioica. Al parecer la especie tiene un mecanismo de determinación sexual cromosómico.

## Ecología
Especies de Trema son el alimento de las larvas de la polillas Hepialidae o del género Aenetus, incluyendo, A. splendens,y Endoclita, incluyendo E. malabaricus. También alimentan a las orugas del lepidóptero Diaethria anna.

## Taxonomía
El género fue descrito por João de Loureiro y publicado en Flora Cochinchinensis 2: 539, 562–563. 1790. La especie tipo es: Trema cannabina Lour.	

## Especies seleccionadas
- Trema angustifolia (Planch.) Blume
- Trema aspera (Brongn.) Blume
- Trema cannabina Lour.
- Trema integerrima (Beurl.) Standl.
- Trema lamarckiana (Roem. & Schult.) Blume
- Trema laxiflora Lundell
- Trema levigata Hand.-Mazz.
- Trema micrantha (L.) Blume
- Trema nitida C.J. Chen
- Trema orientalis (L.) Blume
- Trema politoria (Planch.) Blume
- Trema tomentosa (Roxb.) H. Hara